# Francisco Robles Rodríguez
Francisco Robles Rodríguez (n. Sevilla, España; 1963), cuya firma literaria es Francisco Robles, es un escritor y periodista español.

## Biografía
Natural de Sevilla realiza la licenciatura de Filología Hispánica en la Universidad de Sevilla, para ejercer la docencia como profesor de Lengua Española y Literatura. Está casado y tiene dos hijos. Estudió Bachillerato en la antigua Universidad Laboral de Sevilla.
Además de su faceta de escritor, en la que lleva publicados una docena de títulos, alguno ya en la sexta edición, ha editado el libro La soledad de Augusto Ferrán. También es el director de la revista El Libro Andaluz (Asociación de Editores de Andalucía).
Colabora en prensa, radio y televisión. En Sevilla TV dirige el programa Ojos que nos ven, participando en el de Semana Santa de Sevilla; así mismo colabora en Herrera en Cope de Cadena Cope. En la actualidad presenta el programa ¡Como está Sevilla! en la televisión local Tele Sevilla.

## Obra
- Tontos de capirote, 1997. Signatura Ediciones de Andalucía, S.L.. ISBN 84-922279-4-X.
- La feria de las vanidades, 1998. Signatura Ediciones de Andalucía, S.L.. ISBN 84-95122-01-4.
- Las letras del cante; José Luis Blanco Garza, José Luis Rodríguez Ojeda y Francisco Robles, 1998. Signatura Ediciones de Andalucía, S.L.. ISBN 84-95122-06-5.
- El fútbol es algo más...que veintidós individuos corriendo detrás de una pelota, 1999. Signatura Ediciones de Andalucía, S.L.. ISBN 84-95122-17-0.
- Cernuda para jóvenes, 2003. Signatura Ediciones de Andalucía, S.L.. ISBN 84-96210-03-0.
- Monipodio, 2004. RD Editores. ISBN 84-95724-47-2.
- Poesía eres tú: Bécquer, el poeta y su leyenda, 2004. Signatura Ediciones de Andalucía, S.L.. ISBN 84-96210-27-8.
- Mester de progresía: Teoría y praxis del progre ibérico o como quedarse con el personal, 2005. Editorial Almuzara. ISBN 84-88586-11-6.
- Historia de Sevilla, Francisco Robles y Álvaro Pastor Torres, 2006. Signatura Ediciones de Andalucía, S.L. ISBN 84-96210-58-8.
- Semana Santa: antología literaria, 2006. Signatura Ediciones de Andalucía, S.L. ISBN 84-96210-48-0.
- Compilación de artículos de ciencias sociales, 2008. Editorial: Castilla Ruiz, Guillermo. ISBN 978-84-612-2579-8.
- Hijos de la Logse: claves para entender y superar el fracaso educativo, 2008. Ediciones El Toro Mítico, S.L.. ISBN 978-84-96947-57-3.
- Trío de capilla; Francisco Robles, Javier Rubio y Juan Miguel Vega, 2008. Jirones de azul. ISBN 978-84-96790-70-4.
- Un rancio en Nueva York, 2010. Jirones de azul. ISBN 978-84-92868-31-5.